# William J. R. Curtis
No confundir con el botánico William Curtis
William J. R. Curtis es un historiador de la arquitectura, crítico, escritor, pintor y fotógrafo británico. Es especialmente conocido por su crítica de la historia de la arquitectura moderna.

## Biografía
Nació el 21 de marzo de 1948 en Birchington (Kent, Inglaterra). Se graduó en 1970 en el Courtland Institute of Art de la universidad de Londres y se doctoró en 1975 en la universidad de Harvard. Posteriormente ha enseñado diversas materias teóricas relacionas con el arte y la arquitectura en universidades de Europa, los Estados Unidos, Asia, Latinoamérica y Australia. Actualmente reside en Francia.

## Obra escrita
- Le Corbusier / English Architecture 1930's (Open University, 1975).
- Le Corbusier at work (Harvard, 1978).
- Modern Architecture Since 1900 (La arquitectura moderna desde 1900, Phaidon, 1982; posteriormente ampliado y revisado en 1987 y 1996).
- Le Corbusier: Ideas and Forms (Le Corbusier: Ideas y formas, Phaidon, 1986).
- Balkrishna Doshi: an Architecture for India (Mapin, Rizzoli, 1989).
- Denys Lasdun: Architecture, City, Landscape (Phaidon, 1994).
- Abstractions in Space: Tadao Ando, Ellsworth Kelly, Richard Serra (Pulitzer Foundation, 2001).
- Teodoro González de León: Obra Completa / Complete Works (Arquine, Reverte, 2004).
- Barcelona 1992-2004 (Gustavo Gili, 2004).
- RCR Aranda, Pigem, Vilalta Architectes (Gustavo Gili, 2004).

## Premios
- Premios del libro y de la crítica del Comité international des critiques d'architecture (1985).
- Premio de la Society of Architectural Historians (Estados Unidos, 1982).
- Medalla de plata de la World Architectural Biennale (1989)
- Medalla Alice David Hitchcock de la Society of  Architectural Historians of Great Britain (Reino Unido, 2004).